# Gare de Vaucelles
La gare de Vaucelles est une gare ferroviaire française de la ligne d'Ermont - Eaubonne à Valmondois, située dans la commune de Taverny (département du Val-d'Oise).
C'est une gare SNCF desservie par les trains du réseau Transilien Paris-Nord (ligne H).

## La gare
Elle est desservie par les trains du réseau Paris-Nord du Transilien.

## Histoire
La ligne de Paris à Lille fut ouverte le 20 juin 1846 par la Compagnie des chemins de fer du Nord. Cette ligne passait alors par la vallée de Montmorency avant de bifurquer vers le nord-est à Saint-Ouen-l'Aumône et de suivre la vallée de l'Oise. L'itinéraire actuel plus direct par la plaine de France et Chantilly n'a été mis en service qu'en 1859, n'accordant plus dès lors qu'un rôle de desserte secondaire à cet ancien itinéraire. La jonction entre Ermont et Valmondois via Saint-Leu-la-Forêt est ouverte en 1876, d'abord à voie unique, puis est doublée en 1889.
Sur le réseau Nord, l'électrification arrive sur la ligne de Paris à Lille via Creil le 9 décembre 1958 puis sur la ligne de Paris à Bruxelles via Compiègne et sur celle entre Paris, Mitry et Crépy-en-Valois en 1963.
La modernisation de l'itinéraire entre la gare de Paris-Nord et la gare de Pontoise est alors lancée avec pour but d'améliorer les performances de cette ligne dont la fréquentation est en hausse constante avec l'urbanisation croissante de la banlieue Nord et de faire disparaître les locomotives à vapeur 141 TC tractant les robustes mais spartiates voitures de type Nord à la fin de 1970. En avril/mai 1969, la traction électrique est en service de Paris à Pontoise et de Pontoise à Creil, accompagnée de la signalisation par block automatique lumineux. Puis finalement, c'est au tour de l'antenne d'Ermont - Eaubonne à Valmondois en décembre 1970.
Depuis février 2009, la gare est en rénovation pour une durée initialement prévue de sept mois. Le but de ces travaux est de construire un nouveau bâtiment comprenant un guichet adapté aux personnes à mobilité réduite et une verrière.
Le nombre de voyageurs quotidiens se situait entre 500 et 2 500 en 2002.
En 2012, 990 voyageurs ont pris le train dans cette gare chaque jour ouvré de la semaine.

## Intermodalité
La gare ne dispose d'aucune correspondance avec des lignes de bus.

## Photos

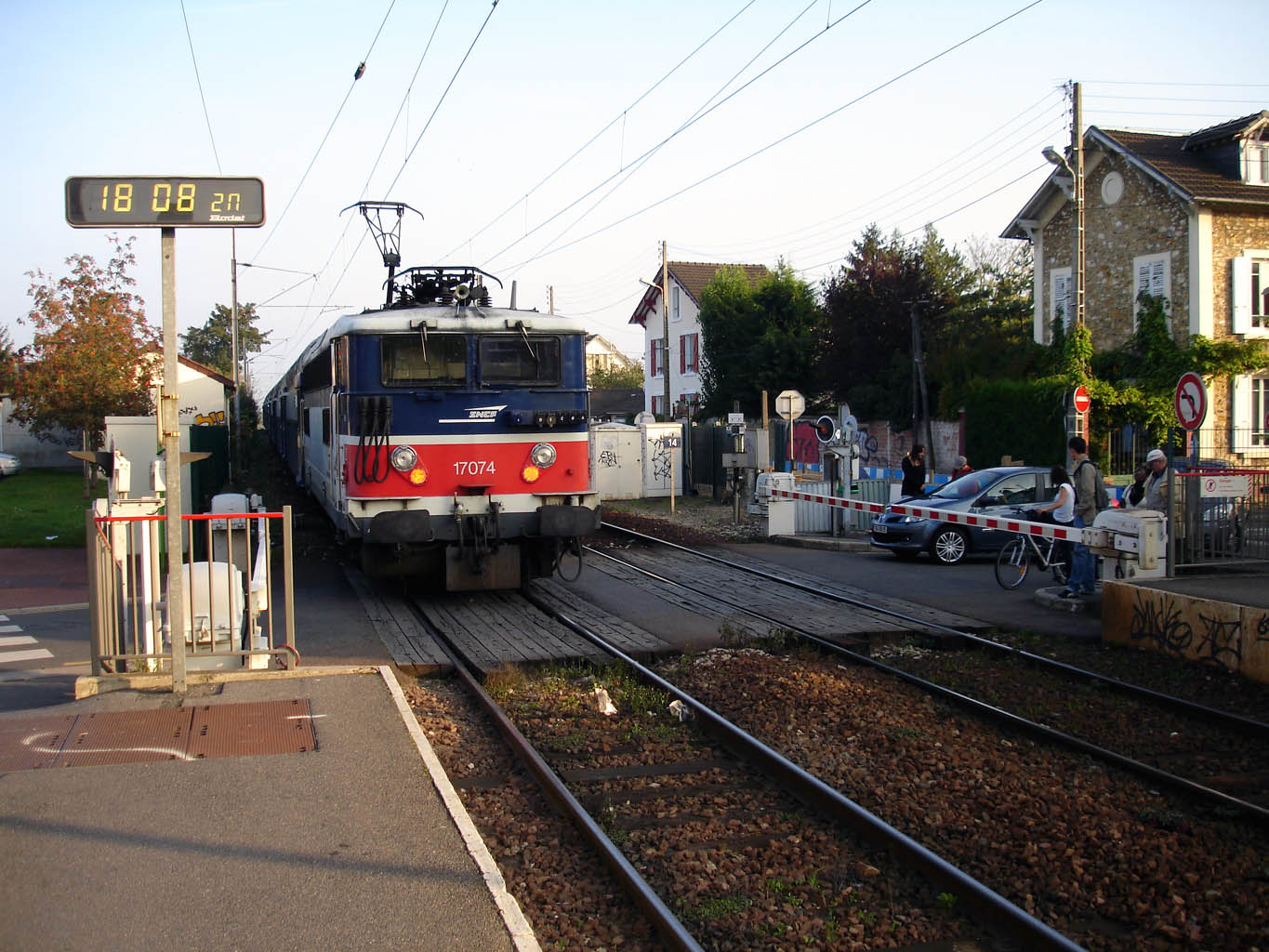
BB 17000 poussant une RIO à destination de la gare du Nord à Paris
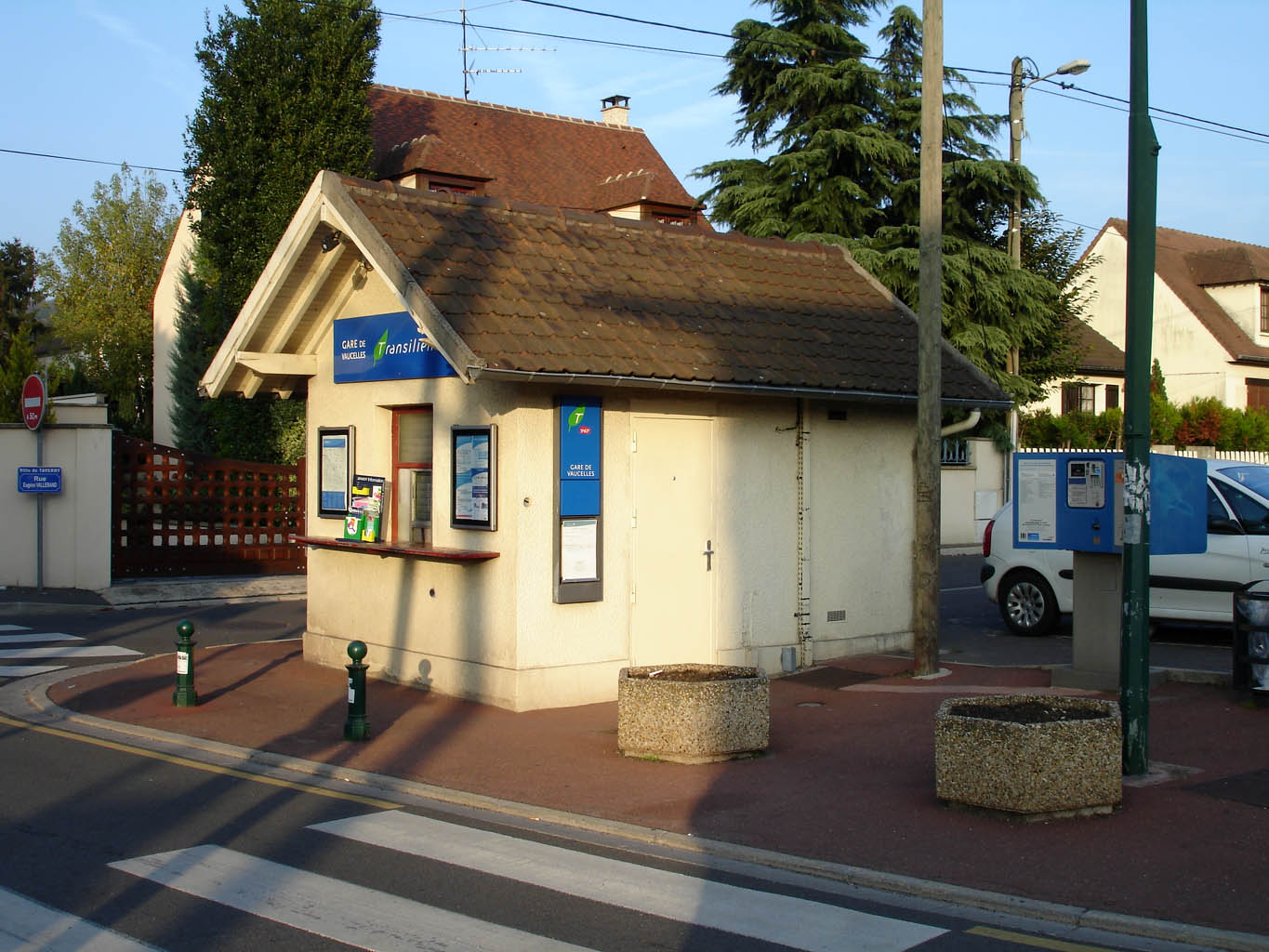
Bâtiment voyageurs de la gare
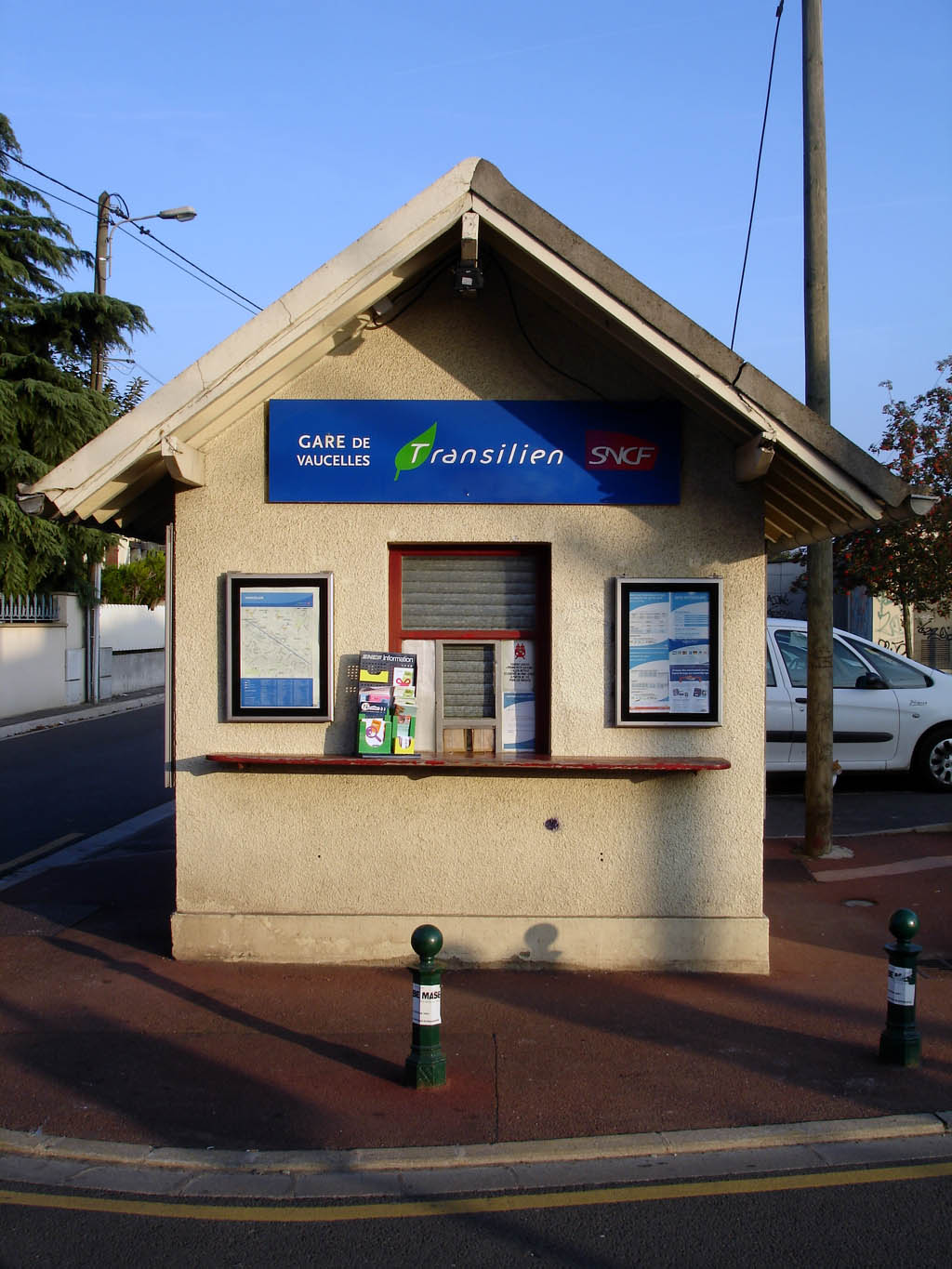
Bâtiment voyageurs de la gare
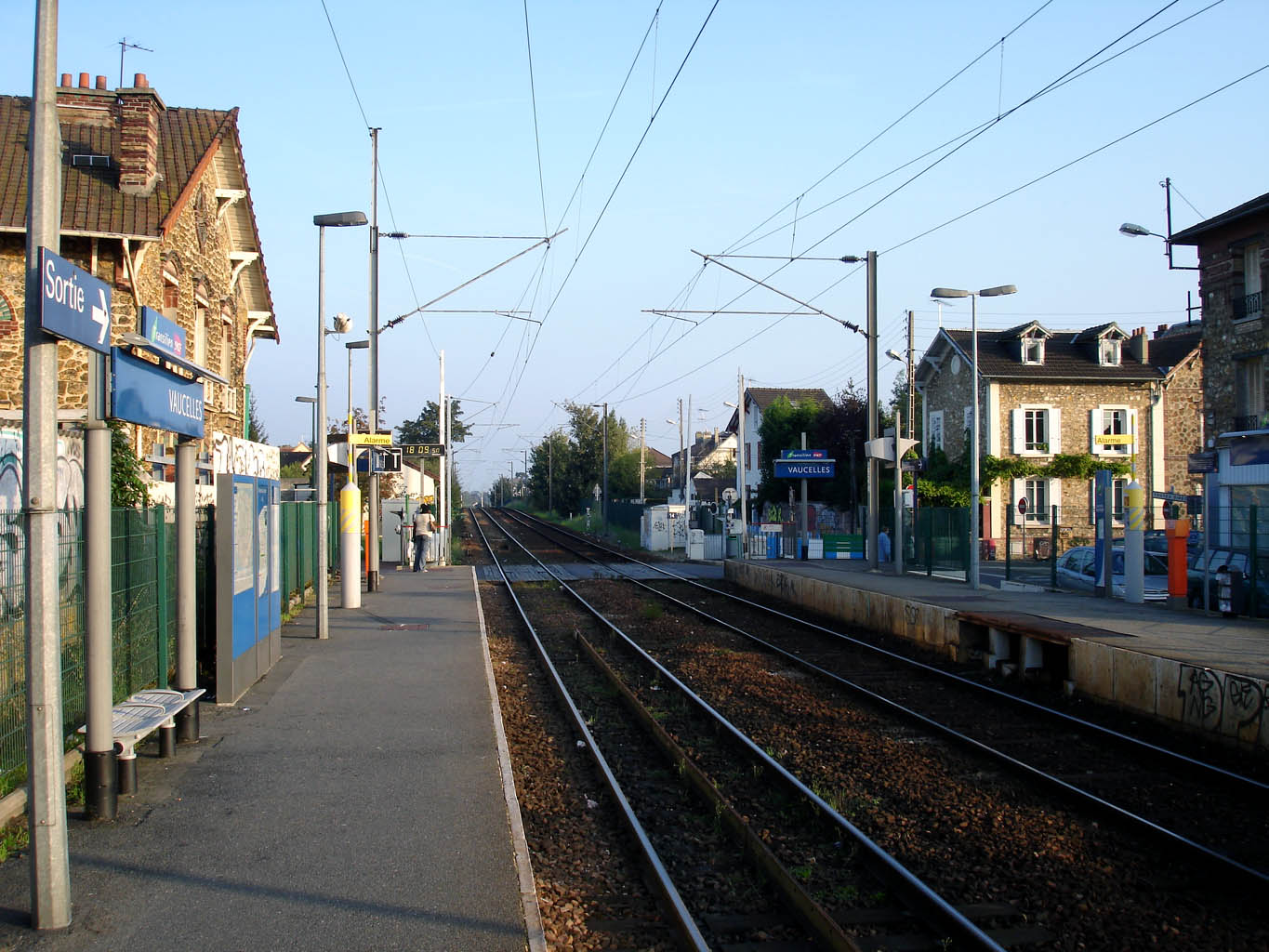
Quais de la gare
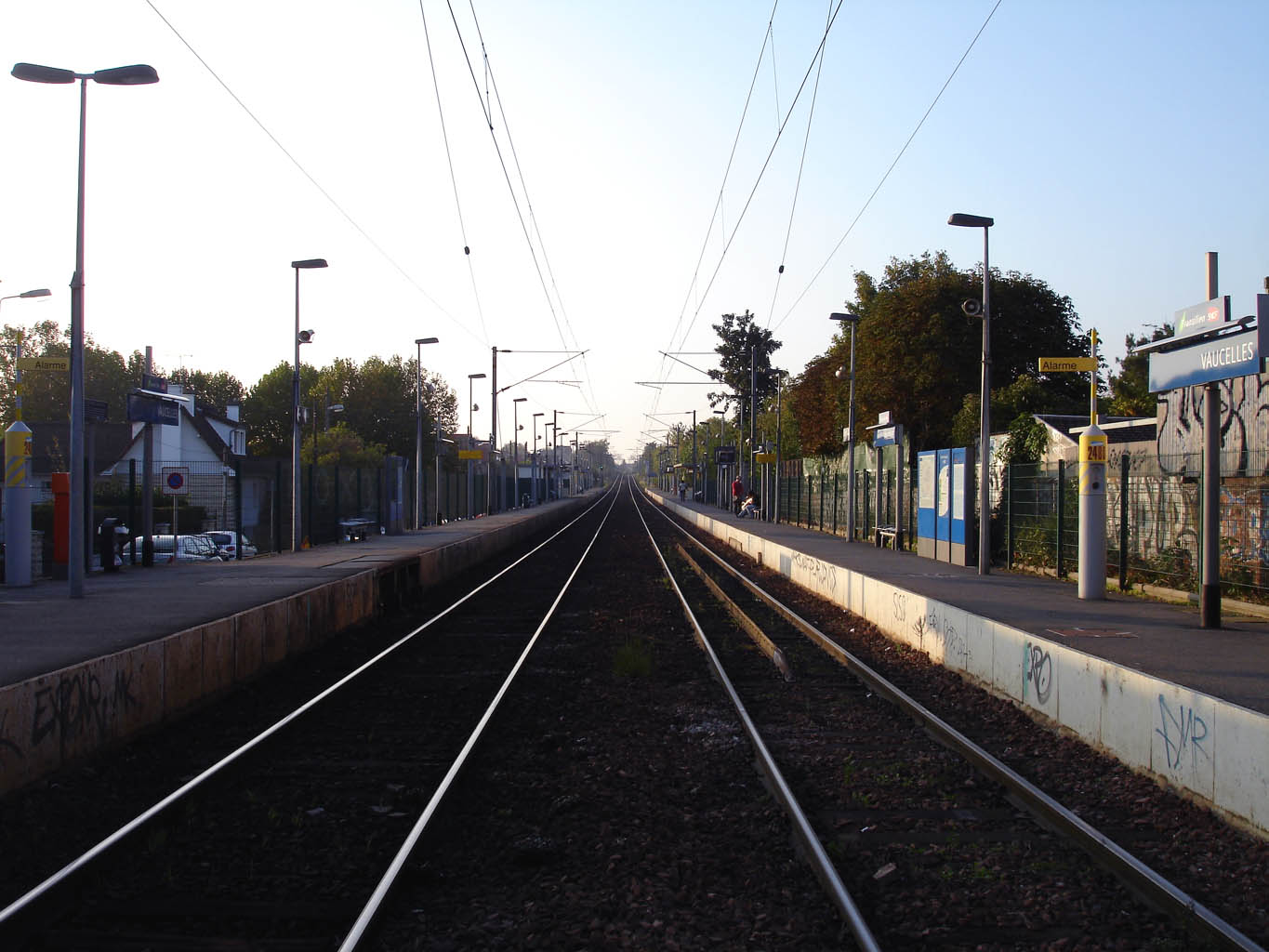
Quais de la gare
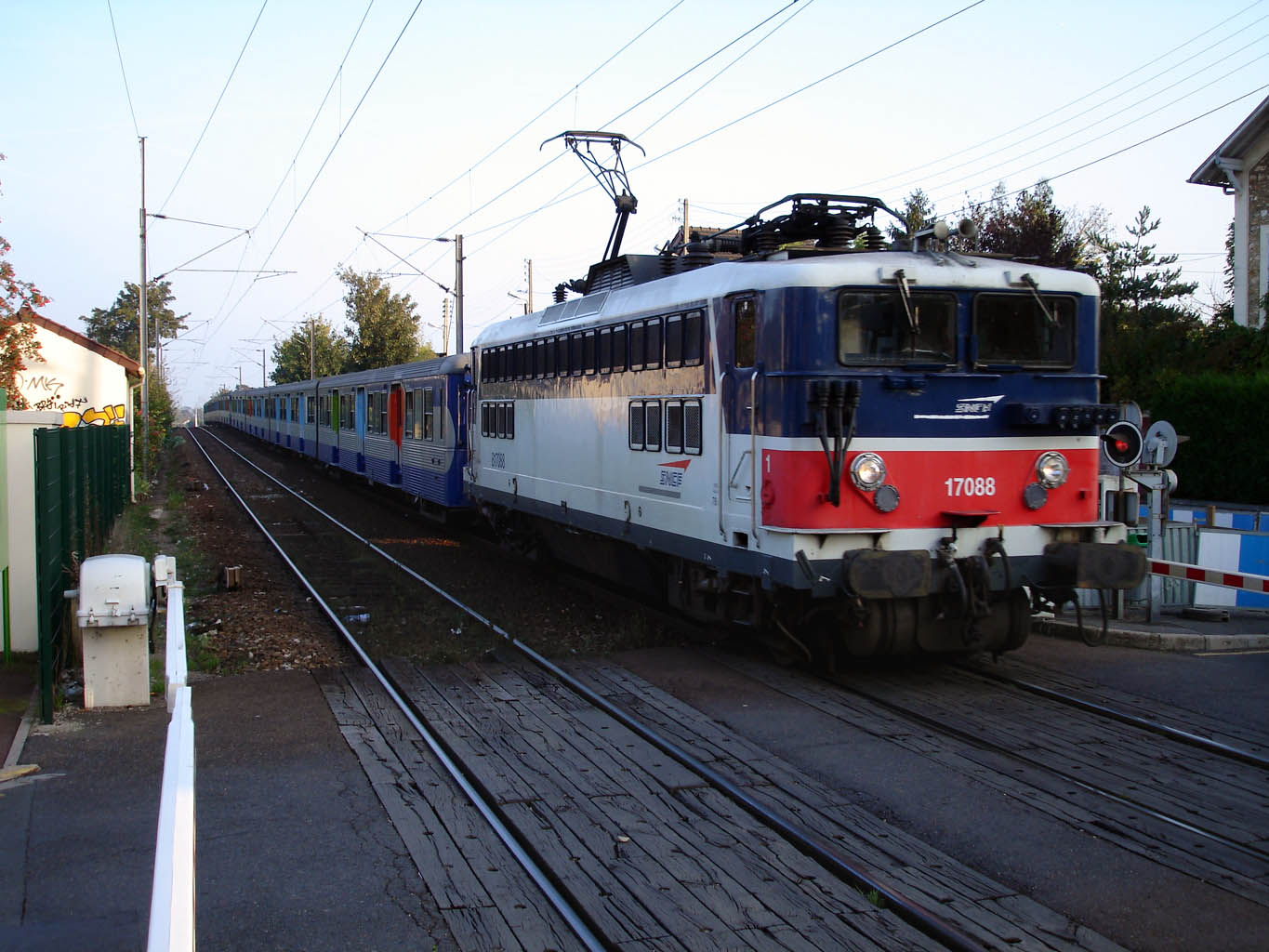
BB 17000 tractant une RIO à destination de Persan - Beaumont
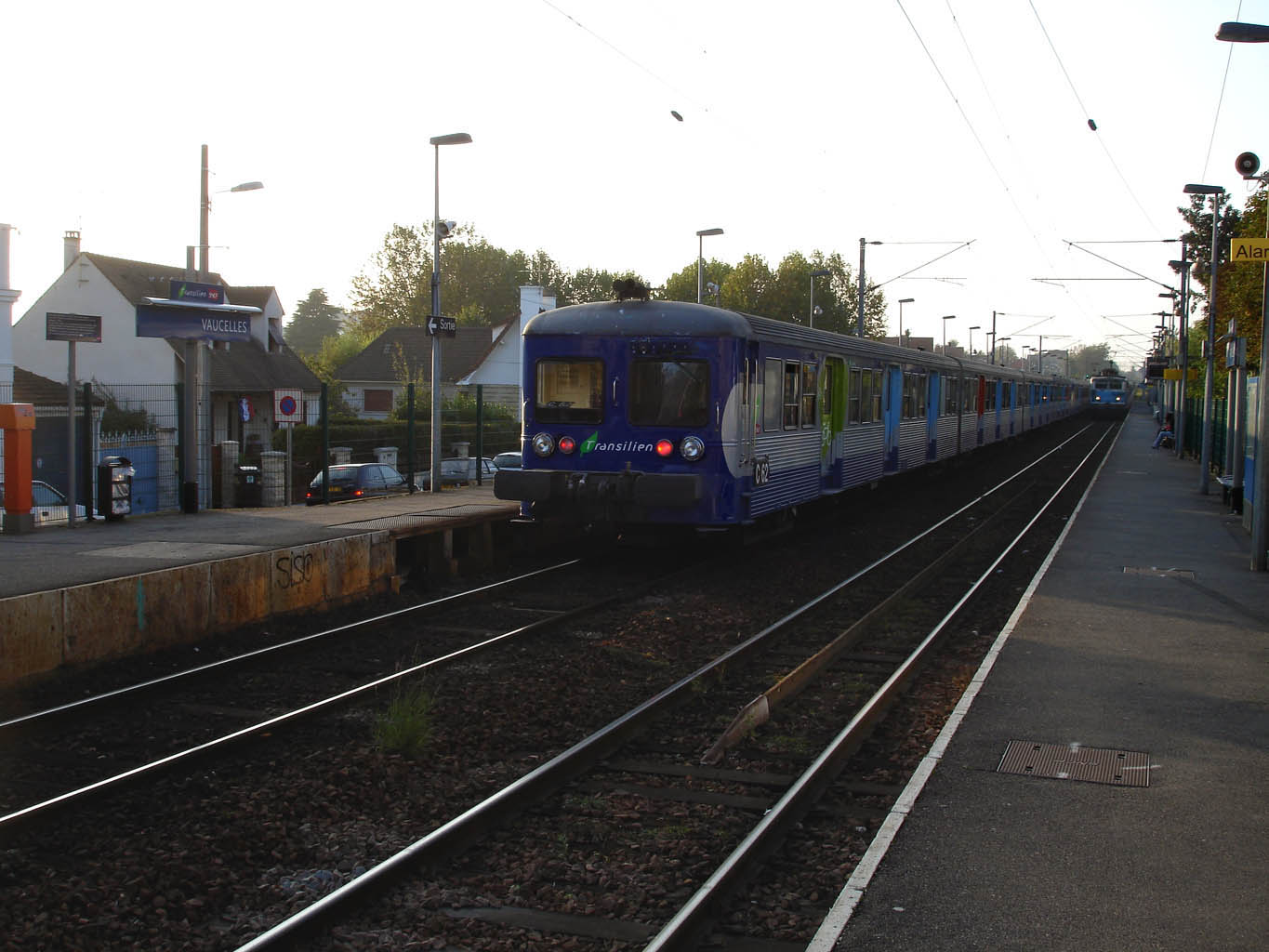
RIO à destination de Persan - Beaumont
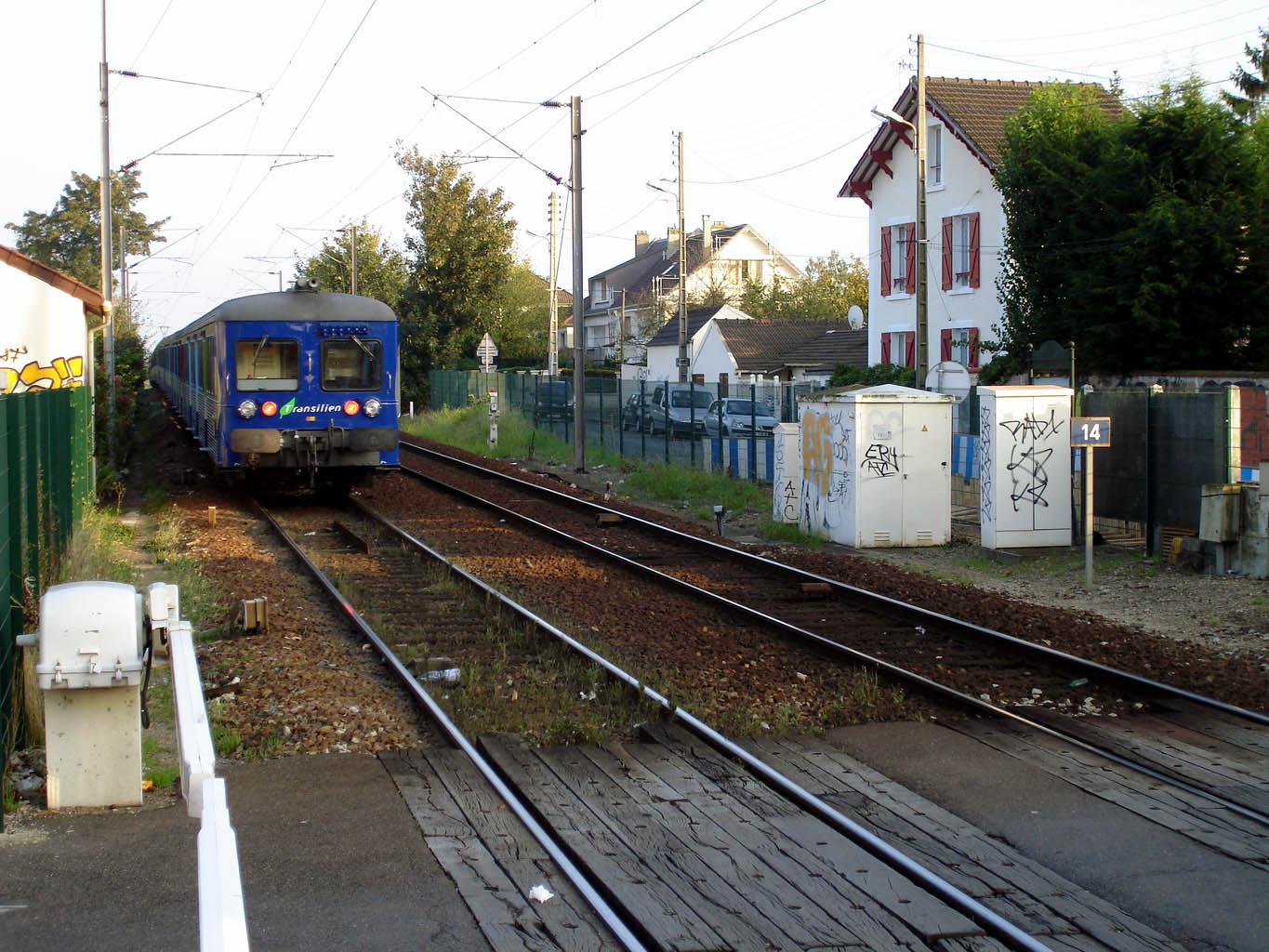
RIO à destination de la gare du Nord à Paris
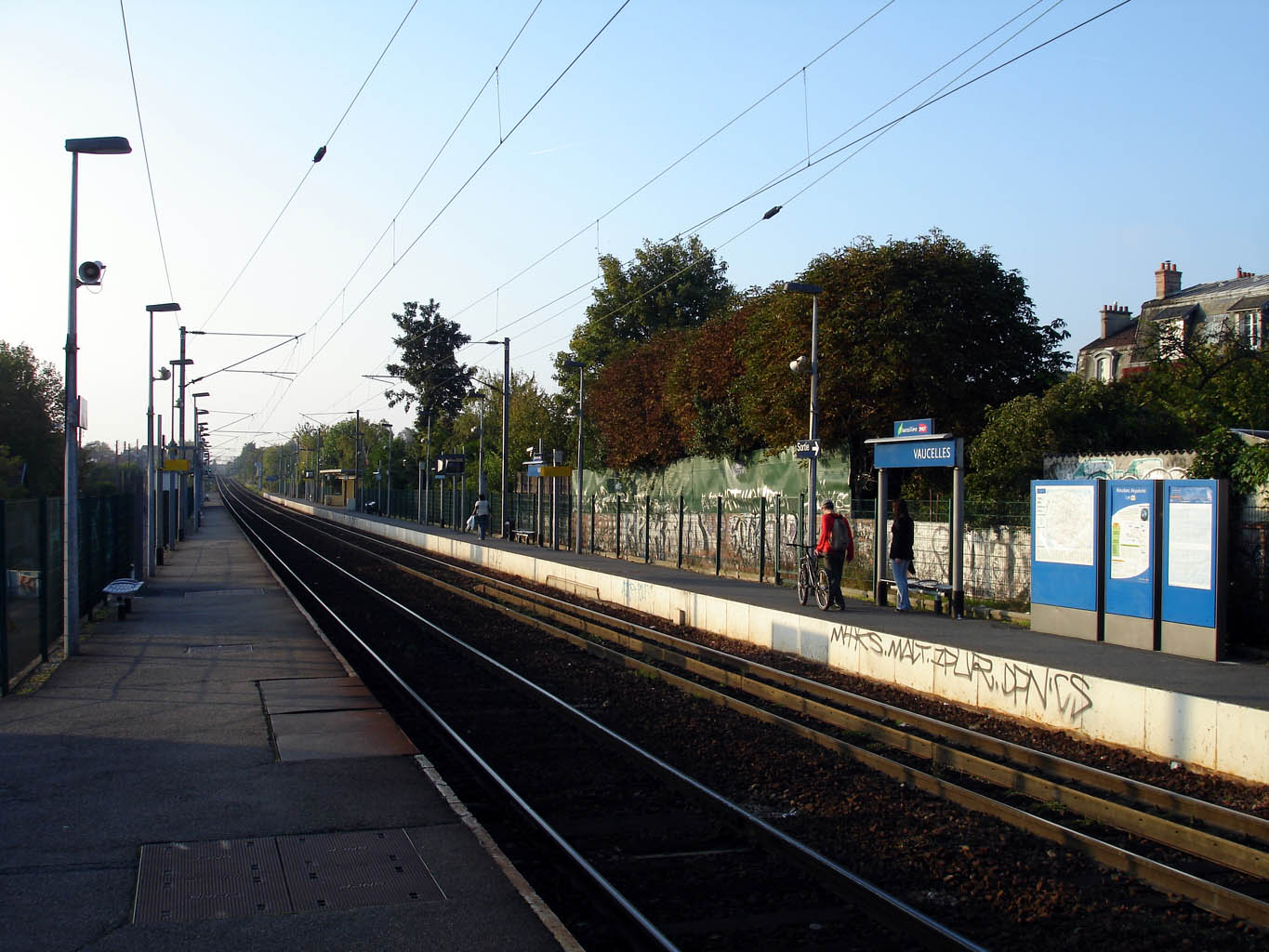
Quais de la gare
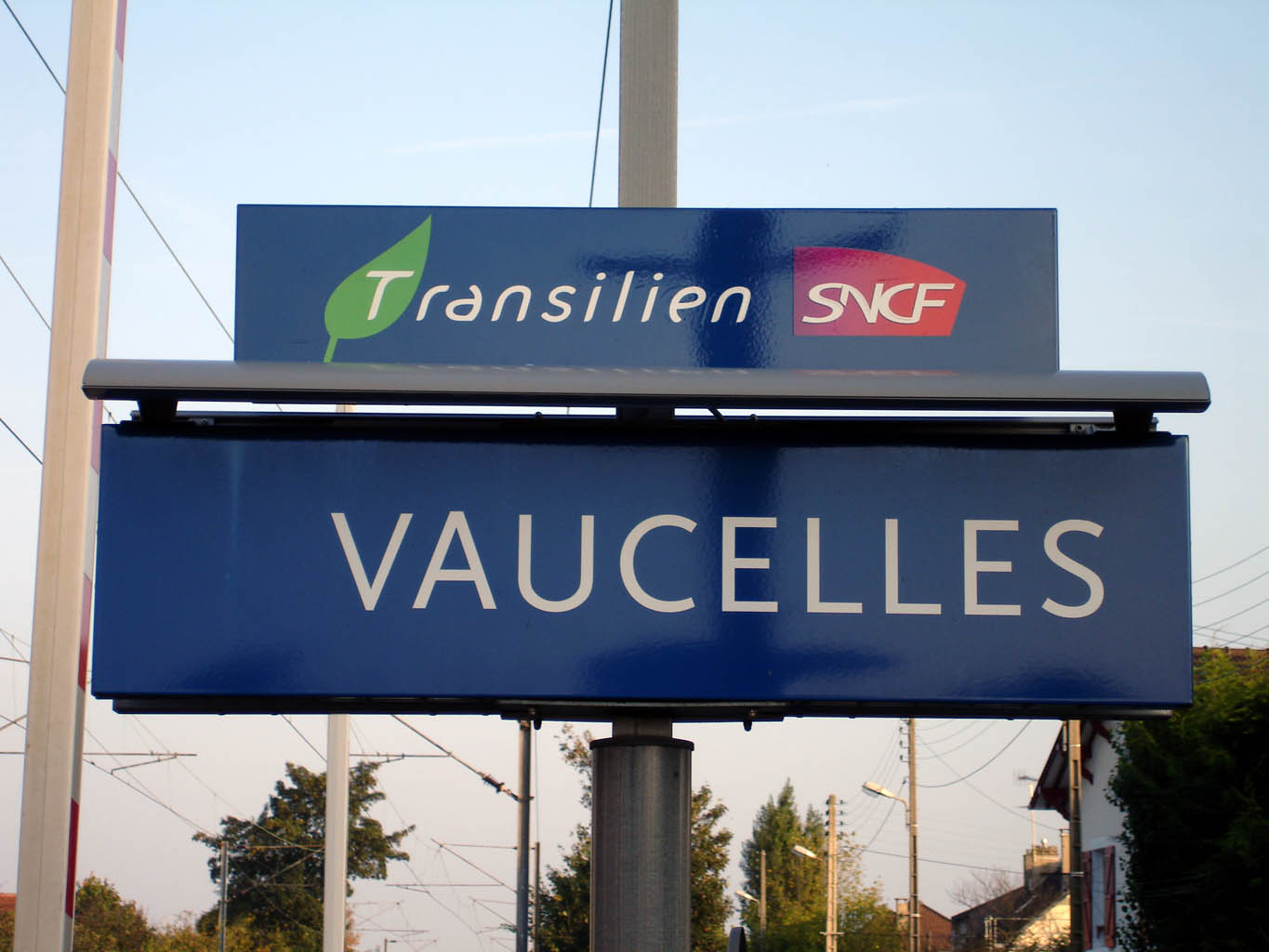
Panneau d'entrée